# Zespół LIG4
Zespół LIG4 (ang. LIG4 syndrome) – rzadki zespół wad wrodzonych spowodowany hipomorficznymi mutacjami w genie LIG4 w locus 13q22-q34 kodującym białko ATP-zależnej ligazy DNA IV (OMIM*601837). 
Na obraz kliniczny zespołu składają się niedobór odporności, opóźnienie psychoruchowe, charakterystyczny zestaw cech dysmorficznych twarzy, mikrocefalia, pancytopenia i różnorodne schorzenia skórne. Fenotyp zespołu przypomina zespół Nijmegen, zespół Seckela, zespół Dubowitza i niedokrwistość Fanconiego.
Pierwsze cztery przypadki zespołu opisano w 2001 roku i do chwili obecnej opublikowano zaledwie kilka dalszych doniesień.